# Nycticeinops eisentrauti
Nycticeinops eisentrauti — вид рукокрилих ссавців із родини лиликових.

## Середовище проживання
Країни поширення: Камерун. Необхідні підтвердження можливості розповсюдження за межами Камеруну. Як правило, це лісовий вид, який був записаний з гірських і, ймовірно, рівнинних тропічних вологих лісів, і, можливо, сухих тропічних лісів і мангрових лісів.

## Загрози та охорона
Загрози для цього виду не відомі, але можуть включати в себе посягання на гірські ліси натуральним сільським господарством. Неясно, чи вид присутній у природоохоронних територіях.